# 사바주립 모스크

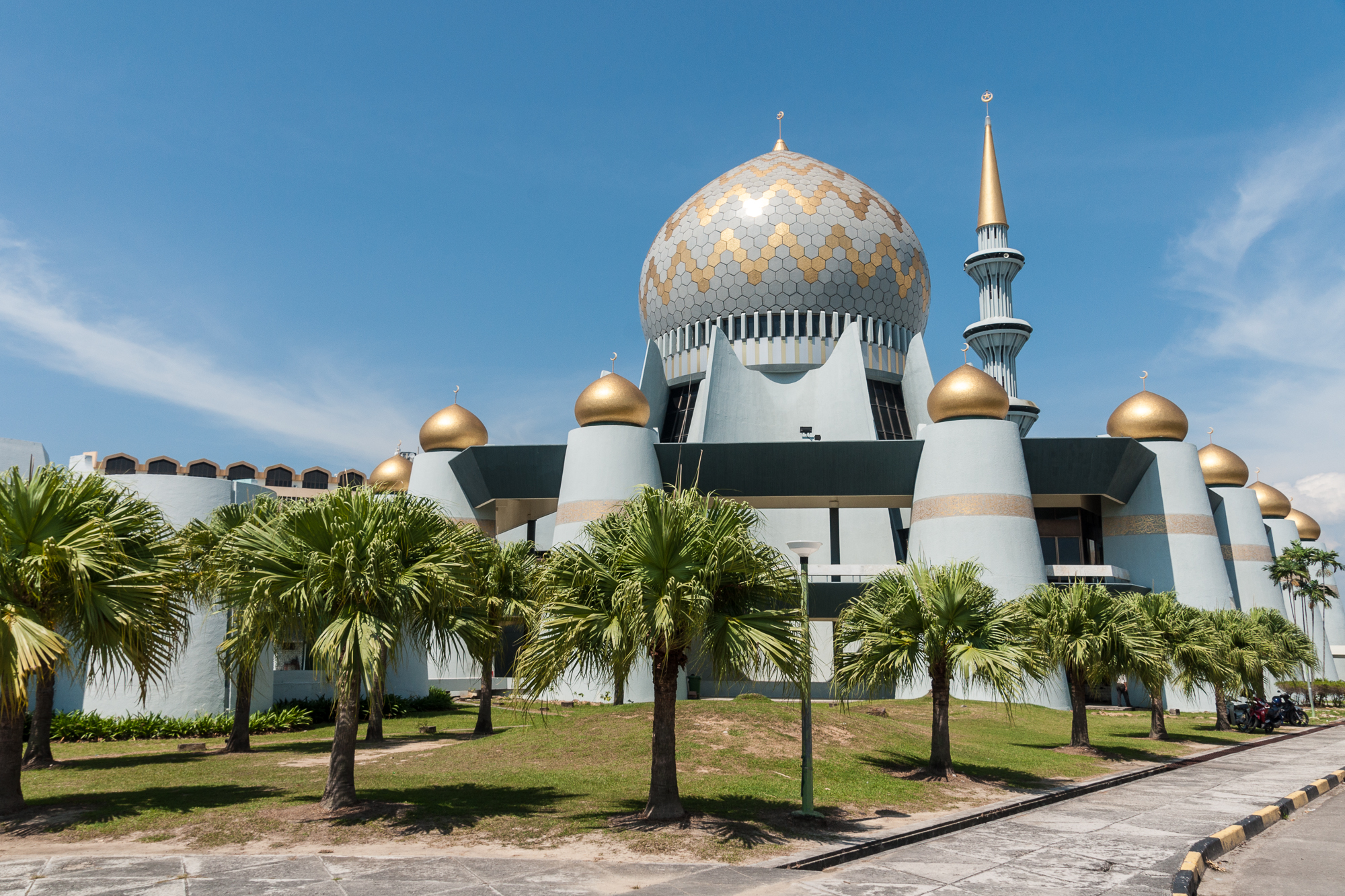
사바 주립 모스크

사바 주립 모스크(말레이어: Masjid Negeri Sabah)는 말레이시아 사바주 코타키나발루에 위치한 모스크이다. 1974년 완공되었다.